# فريتز بيكر
فريتز بيكر (بالألمانية: Fritz Becker)‏ (13 سبتمبر 1888 فرانكفورت ألمانيا - 22 فبراير 1963) هو لاعب كرة قدم ألماني سابق كان يلعب كمهاجم.

## روابط خارجية
- فريتز بيكر على موقع قاعدة بيانات كرة القدم.إي يو (الإنجليزية)
- فريتز بيكر على موقع بيانات كرة القدم. دي إي (الألمانية)
- فريتز بيكر على موقع ناشيونال فوتبول تيمز (الإنجليزية)
- فريتز بيكر على موقع عالم كرة القدم.نت (الإنجليزية)